# Kelita chilensis
Kelita chilensis är en biart som först beskrevs av Heinrich Friese 1916.  Kelita chilensis ingår i släktet Kelita och familjen långtungebin. Inga underarter finns listade i Catalogue of Life.